# Elberon (Iowa)
Elberon es una ciudad situada en el condado de Tama, en el estado de Iowa, Estados Unidos. Según el censo de 2010 tenía una población de 196 habitantes.

## Geografía
Según la Oficina del Censo de los Estados Unidos, la localidad tiene un área total de 1,69 km², la totalidad de los cuales 1,69 km² corresponden a tierra firme.

## Demografía
Según el censo de 2010, había 196 personas residiendo en la localidad. La densidad de población era de 115,98 hab./km². Había 90 viviendas con una densidad media de 53,25 viviendas/km². El 96,43% de los habitantes eran blancos, el 0,51% asiáticos, el 2,55% de otras razas, y el 0,51% pertenecía a dos o más razas. El 2,55% de la población eran hispanos o latinos de cualquier raza.